# Żądza pieniądza
Żądza pieniądza (fr. La soif de l'or) – francuska komedia sensacyjna z 1993 roku.

## Fabuła
Urbain prowadzi ze swoją żoną dużą firmę. Od wielu lat defrauduje znaczną kwotę. Skradzione pieniądze lokuje w sztabkach złota, które zamierza wywieźć do Szwajcarii. Tymczasem o jego poczynaniach dowiaduje się żona.

## Obsada
- Christian Clavier: Urbain Donnadieu
- Tsilla Chelton: babcia Zezette
- Catherine Jacob: Fleurette
- Philippe Khorsand: Jacques
- Bernard Haller: hrabia Muller
- Marine Delterme: Laurence Auger
- Pascal Greggory: Jean-Louis Auger
- Patrick Le Luherne: ksiądz
- Michel Such: posłaniec
- Jean-Pierre Clami: bankier
- Jacky Nercessian: reprezentant
- Albert Dray: Flotard
- Christophe Guybet: recepcjonista